# HD 197649
HD 197649，又名CD-3614396，SAO 212417、HR 7935，是一颗恒星，视星等为6.49，位于銀經6.79，銀緯-37.9，其B1900.0坐标为赤經20h 39m 56.5s，赤緯-36° -37.9′ 57″。